# Братки (Росія)
Братки (рос. Братки) — село у Терновському районі Воронезької області Російської Федерації.
Населення становить 1095 осіб. Входить до складу муніципального утворення Братковське сільське поселення.

## Історія
Населений пункт розташований у межах історичного регіону Чорнозем'я.
Від 1929 року належить до Терновського району, спочатку в складі Центрально-Чорноземної області, а від 1934 року — Воронезької області.
Згідно із законом від 15 жовтня 2004 року входить до складу муніципального утворення Братковське сільське поселення.

## Населення
| 2010  | 2012  | 2013  | 2014  | 2015  | 2016  | 2017  |
| ----- | ----- | ----- | ----- | ----- | ----- | ----- |
| 1243  | ↘1206 | ↘1164 | ↘1145 | ↘1117 | ↗1123 | ↘1101 |
| 2018  |       |       |       |       |       |       |
| ↘1095 |       |       |       |       |       |       |